# Weideck
Weideck (auch Weideck Siedlung) ist eine Siedlung in der Marktgemeinde Sieghartskirchen in Niederösterreich.
Die Siedlung befindet sich knapp östlich des Riederberges südlich der Wiener Straße (B 1). Die Erschließung und Besiedelung erfolgte seit 1935 durch den Verein Weideck.